# 喬埃萊-喬埃爾

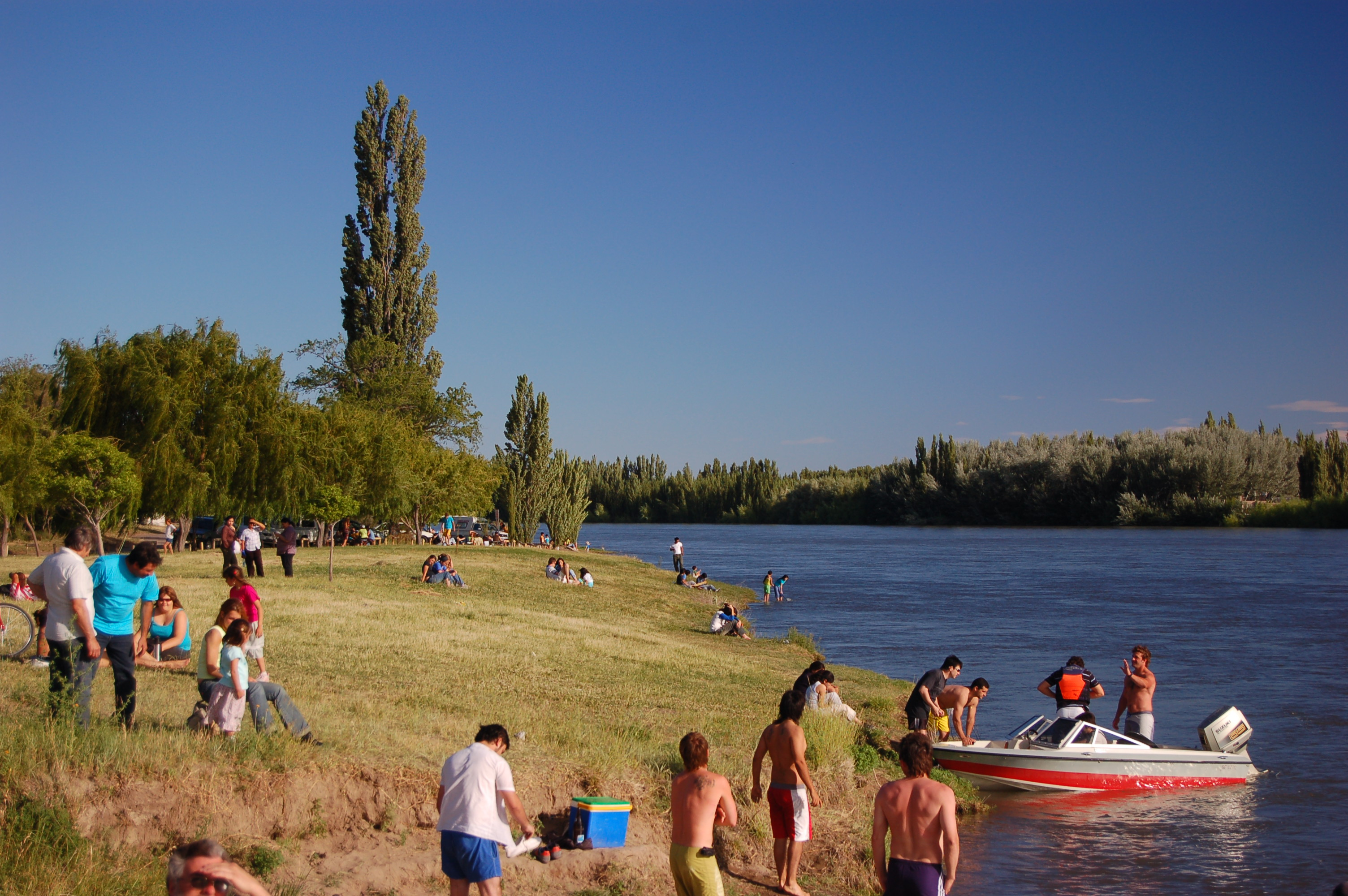
喬埃萊-喬埃爾

喬埃萊-喬埃爾（西班牙語：Choele Choel），是阿根廷的城鎮，位於該國中部內格羅河省，是阿維亞內達縣的首府，處於內格羅河左岸，始建於1879年7月9日，海拔高度118米，2010年人口10,642。
39°16′S 65°41′W / 39.267°S 65.683°W